# Hagley
Hagley ist ein Dorf in Worcestershire in England nahe bei den Städten Kidderminster und Stourbridge mit etwa 5000 Einwohnern. In Hagley befindet sich Hagley Hall, Sitz des Adelsgeschlechts Lyttelton, deren Mitglieder unter anderem im Besitz der erblichen Titel Baron Lyttelton, Viscount Cobham und Viscount Chandos sind.